# Francesco Bona
Francesco Bona (Biella, 19 dicembre 1983) è un mezzofondista e maratoneta italiano.

## Palmarès
| Anno | Manifestazione             | Sede       | Evento         | Risultato | Prestazione | Note |
| ---- | -------------------------- | ---------- | -------------- | --------- | ----------- | ---- |
| 2002 | Europei di cross           | Medolino   | Corsa U20      | 36º       | 19'29"      |      |
| 2002 | Europei di cross           | Medolino   | A squadre      | Bronzo    | 92 p.       |      |
| 2002 | Mondiali di cross          | Dublino    | Corsa U20      | 76º       | 26'21"      |      |
| 2002 | Mondiali di cross          | Dublino    | A squadre      |           |             |      |
| 2005 | Europei Under-23           | Erfurt     | 10000 m piani  | 8º        | 30'12"14    |      |
| 2007 | Europei di cross           | Toro       | Corsa seniores | 40º       | 33'15"      |      |
| 2007 | Europei di cross           | Toro       | A squadre      | 8º        | 139 p.      |      |
| 2009 | Universiadi                | Belgrado   | Mezza maratona | Bronzo    | 3'50"79     |      |
| 2009 | Mondiali di mezza maratona | Birmingham | Individuale    | 55º       | 1h05'01"    |      |
| 2009 | Mondiali di mezza maratona | Birmingham | A squadre      |           |             |      |
| 2011 | Universiadi                | Shenzen    | Mezza maratona | dnf       | dnf         |      |

## Campionati nazionali
2002
- Argento ai campionati italiani juniores, 3000 m siepi - 9'18"00
- Argento ai campionati italiani juniores di corsa campestre - 25'43"

2004
- 9º ai campionati italiani assoluti, 5000 m piani - 14'12"75
- Argento ai campionati italiani promesse, 5000 m piani - 14'21"80

2005
- 10º ai campionati italiani assoluti, 10000 m piani - 30'04"85
- 9º ai campionati italiani assoluti, 5000 m piani - 14'27"60
- 14º ai campionati italiani di maratonina - 1h08'11"
- 7º ai campionati italiani di 10 km su strada - 29'36"

2006
- 10º ai campionati italiani assoluti, 5000 m piani - 14'22"96
- 21º ai campionati italiani di maratonina - 1h07'35"
- 5º ai campionati italiani di corsa campestre, cross corto - 11'16"

2007
- 5º ai campionati italiani assoluti, 10000 m piani - 30'16"86
- 5º ai campionati italiani assoluti, 5000 m piani - 14'23"72
- 8º ai campionati italiani di corsa campestre - 32'00"

2008
- 4º ai campionati italiani assoluti, 10000 m piani - 30'31"30
- 7º ai campionati italiani assoluti, 5000 m piani - 14'38"57
- 6º ai campionati italiani di maratonina - 1h06'25"

2009
- 4º ai campionati italiani assoluti, 10000 m piani - 30'25"80
- 5º ai campionati italiani assoluti, 5000 m piani - 14'28"75

2010
- 4º ai campionati italiani assoluti, 10000 m piani - 30'10"68
- 7º ai campionati italiani di 10 km su strada - 29'34"

2011
- Argento ai campionati italiani assoluti, 10000 m piani - 29'57"21
- Argento ai campionati italiani di maratona - 2h15'31"
- Oro ai campionati italiani di maratonina - 1h03'52"
- 4º ai campionati italiani di corsa campestre - 29'03"

2013
- 15º ai campionati italiani di 10 km su strada - 30'04"

2014
- 15º ai campionati italiani assoluti, 10000 m piani - 31'08"90

2015
- 8º ai campionati italiani assoluti, 10000 m piani - 30'21"88
- 12º ai campionati italiani assoluti, 5000 m piani - 14'35"71
- 9º ai campionati italiani di maratonina - 1h04'43"
- 48º ai campionati italiani di corsa campestre - 32'31"

2016
- 8º ai campionati italiani assoluti, 10000 m piani - 29'47"31
- 11º ai campionati italiani assoluti, 5000 m piani - 14'26"37
- 14º ai campionati italiani di 10 km su strada - 30'20"

2017
- 13º ai campionati italiani assoluti, 10000 m piani - 30'43"52
- 19º ai campionati italiani di 10 km su strada - 30'16"
- 29º ai campionati italiani di corsa campestre - 32'08"

2018
- 5º ai campionati italiani di maratona - 2h19'28"
- Bronzo ai campionati italiani di 10 km su strada - 30'44"

2019
- 8º ai campionati italiani di maratonina - 1h06'12"

2020
- 4º ai campionati italiani di maratona - 2h19'18"

2022
- 45º ai campionati italiani di corsa campestre - 32'42"
- 76º ai campionati italiani di 10 km su strada - 31'32"

2023
- 68º ai campionati italiani di corsa campestre - 33'43"
- 63º ai campionati italiani di 10 km su strada - 31'53"

2024
- 87º ai campionati italiani di corsa campestre - 35'46"

## Competizioni internazionali
Di seguito si riportano le partecipazioni a gare internazionali
2005
- 15º al Giro al Sas ( Trento) - 29'36"
- 8º al Cross della Vallagarina ( Villa Lagarina) - 37'21"

2007
- 8º al Cross della Vallagarina ( Villa Lagarina) - 32'00"

2008
- 15º in Coppa Europa ( Istanbul), 10000 m piani - 30'22"45
- 13º alla Maratona d'Italia ( Carpi) - 2h21'22"

2009
- Ritirato in Coppa Europa dei 10000 metri ( Ribeira Brava)
- 7º alla Maratona di Firenze ( Firenze) - 2h17'02"
- 13º alla Stramilano ( Milano) - 1h05'33"
- 10º al Cross della Vallagarina ( Villa Lagarina) - 27'11"

2010
- 6º alla Maratona di Atene ( Atene) - 2h16'49"
- 17º al Cross di Alà dei Sardi ( Alà dei Sardi) - 36'46"

2011
- Bronzo alla Maratona di Treviso ( Treviso) - 2h14'59"
- 11º alla Maratona di Torino ( Torino) - 2h15'31"
- 11º al Campaccio ( San Giorgio su Legnano) - 30'35"

2013
- 20º alla Stramilano ( Milano) - 1h09'06"

2015
- 7º alla Maratona di Venezia ( Venezia) - 2h19'03"

2016
- 11º alla Maratona di Torino ( Torino) - 2h20'14"
- 12º alla Roma-Ostia ( Roma) - 1h05'33"
- 17º al Campaccio ( San Giorgio su Legnano) - 30'54"

2018
- 10º alla Milano Marathon ( Milano) - 2h16'16"

2019
- 12º alla Maratona di Roma ( Roma) - 2h18'29"